# Mantegna (cognome)
Mantegna è un cognome di lingua italiana.

## Varianti
Il cognome non presenta varianti.

## Origine e diffusione
Cognome tipicamente panitaliano, è presente prevalentemente in Sicilia.
Potrebbe avere come significato "che Dio ti mantenga sano". In quanto di esplicito rimando teoforico, è affine ai cognomi Di Dio, Diodati, Dioguardi, Diotallevi e Vacondio; potrebbe inoltre presentare affinità con i cognomi Donadio e Donato.

## Persone
- Andrea Mantegna – pittore e incisore italiano
- Francesco Mantegna – pittore italiano
- Ludovico Mantegna – pittore italiano